# Passo (dança)
Passo é a dança realizada ao ritmo do frevo, típica e originária de Pernambuco
Tem sua origem na evolução que os capoeiristas faziam à frente das troças, para protegê-las das rivais, intimidando. Seus passos viraram passos da dança, evoluindo depois e recebendo novas influências, ganhando coreografia. Em 1940, Valdemar de Oliveira oficializou o passo como dança do frevo